# نبو أبلا إيدينا
نبو أبلا إيدينا هو ملك بابلي كلداني تولى حكم مملكة بابل من سنة 888-855 ق م بعد وفاة والده نبو شوما أوكين الأول، عاصر حكم الملك الآشوري آشور ناصربال الثاني وقام بشن حمله هو الآخر لاحتلال آشور إلا أنه فشل في ذلك وقام الآشوريين بعد ذلك بهجوم معاكس وقاموا بتدمير عدة مدن استولى عليها الآشوريين في بلاد بابل فإظطر بعدها لعقد إتفاقية سلام مع آشور في عهد شلمنصر الثالث وبعدها أعاد بناء المناطق التي دمرها الآشوريين، تولى الحكم بعده مردوخ زكير شومي الأول.